# Pirâmide de Tepanapa

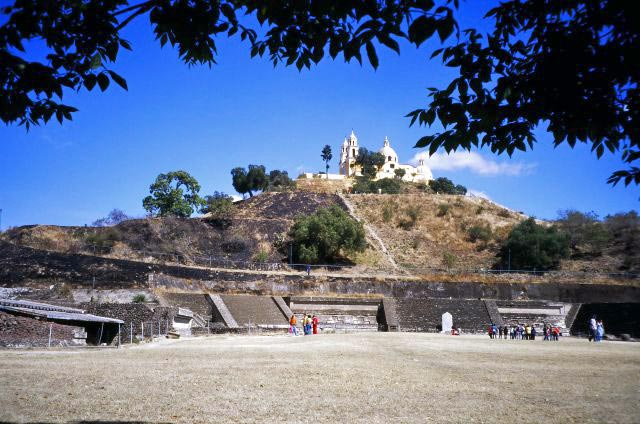
Pirâmide de Tepanapa

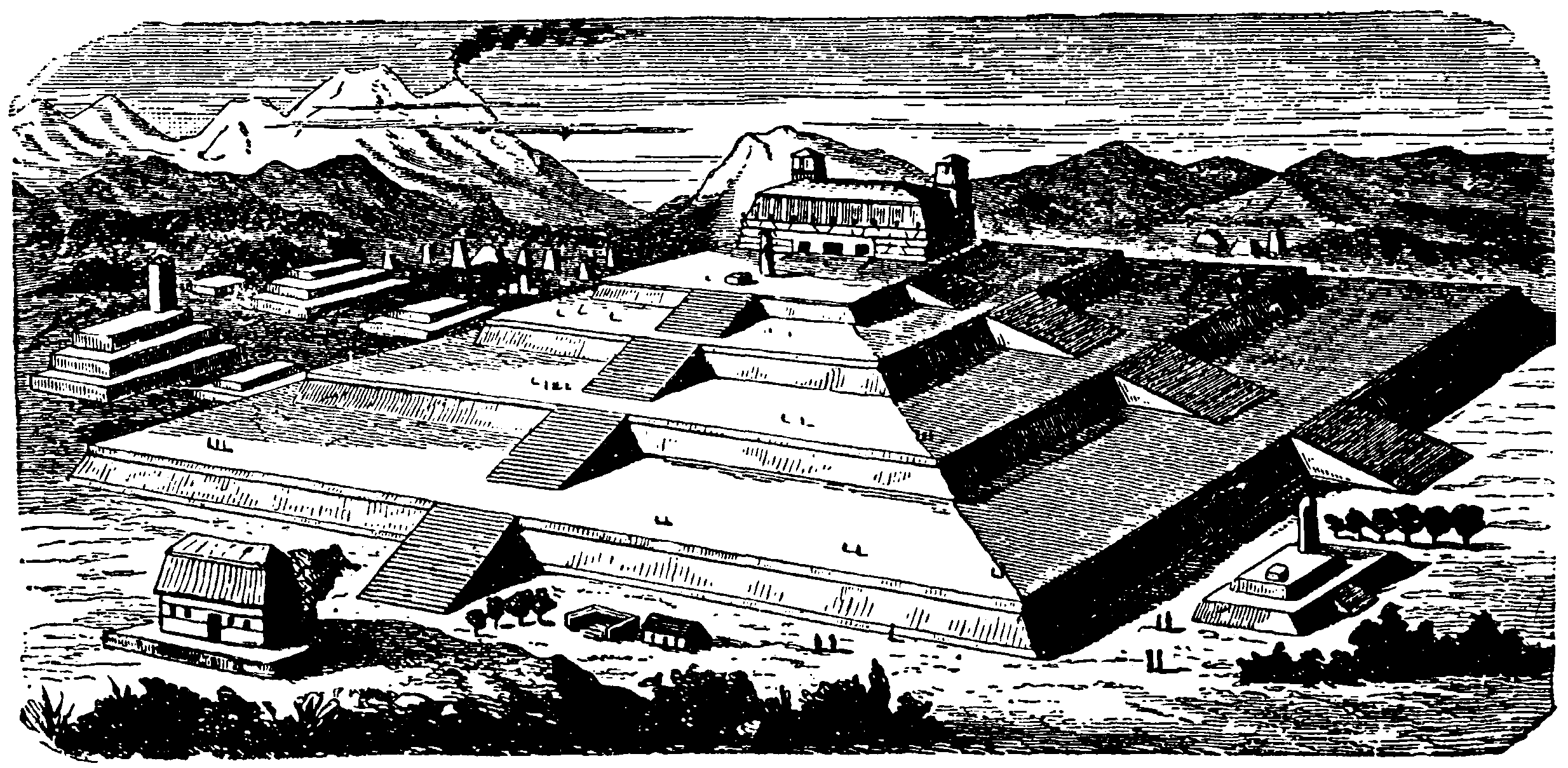
Concepção artística da pirâmide em seu auge

A Pirâmide de Tepanapa, também conhecida como a Grande Pirâmide de Cholula ou Tlachihualtepetl (náuatle para "montanha feita à mão"), é um enorme complexo localizado em Cholula, Puebla, México. É o maior sítio arqueológico de uma pirâmide (templo) no Novo Mundo, bem como a maior estrutura piramidal já registrada.
A pirâmide fica 55 metros acima da planície circundante e, em sua forma final, mede 450 por 450 metros. A pirâmide é um templo que tradicionalmente é visto como dedicado ao deus Quetzalcoatl.  O estilo arquitetônico do edifício estava intimamente ligado ao de Teotihuacan, no vale do México, embora a influência da Costa do Golfo também seja evidente, especialmente de El Tajín.
A pirâmide está localizada no município de San Andrés Cholula. A cidade é dividida em dois municípios, chamados San Andrés e San Pedro. Esta divisão se origina na conquista da cidade por toltecas e chichimecas no século XII. Eles expulsaram a etnia dominante anterior dos olmecas. Esses povos mantinham a pirâmide como seu principal centro religioso, mas os recém-dominantes toltecas fundaram um novo templo para Quetzalcoatl, onde fica o mosteiro de San Gabriel.<
O nome cholula tem sua origem na antiga palavra náuatle cholollan, que significa "local de refúgio". A Grande Pirâmide era um importante centro religioso e mítico nos tempos pré-hispânicos. Durante um período de mil anos antes da conquista espanhola, fases consecutivas de construção gradualmente ergueram a maior parte da pirâmide até se tornar a maior da Mesoamérica em volume.